# Calixareno
Los calix[n]arenos son macrociclos u oligómeros cíclicos basados en el producto de hidroxialquilación de un fenol y un aldehído. Son moléculas cíclicas anfitrionas que se forman por la condensación de fenoles p-sustituidos y formaldehído. Los calixarenos pueden formar varios conformeros.
La palabra calixareno se deriva de cáliz o copa, ya que este tipo de molécula se asemeja a un cáliz, y de la palabra areno que se refiere al componente aromático. Los calixarenos poseen cavidades hidrofóbicas que pueden albergar moléculas más pequeñas o iones, perteneciendo a la clase de cavitandos conocidos como complejos de inlcusión (host-guest complexes en inglés).
La “n” en los calix[n]arenos hace referencia al número de unidades que se repiten en el anillo y puede variar entre 4,6 y 8; Así, un calix[4]areno cuenta con 4 unidades en el anillo y un calix[6]areno tiene 6. Si hay un sustituyente Rb en posición meso se denota añadiendo un prefijo C- al nombre, como por ejemplo: C-metil calix [6] areno.

## Historia
En 1872 Adolf von Baeyer, un famoso químico alemán, mezcló varios aldehídos, incluyendo formaldehído, con fenoles en presencia de un ácido fuerte. El crudo resultante no pudo ser caracterizado, pero representó el primer capítulo de lo que iba a convertirse en el campo de la química con fenol/formaldehído. Leo Baekland, belga de nacimiento y ciudadano estadounidense, descubrió que estos alquitranes podrían transformarse en una sustancia dura y quebradiza que comercializa como "baquelita", el primer plástico sintético comercial.
El éxito de la baquelita estimuló investigaciones serias sobre la química de la reacción de fenol/formaldehído, uno de cuyos resultados fue el descubrimiento en 1942 por el químico austríaco Alois Zinke que p-alquilfenoles y formaldehído en presencia de una mezcla sólida de rendimiento base que contiene, entre otras cosas, tetrámeros cíclicos. Al mismo tiempo, los químicos estadounidenses Joseph Niederl y HJ Vogel obtuvieron tetrámeros cíclicos similares por medio de la reacción catalizada por ácido de resorcinol y aldehídos tales como benzaldehído. Un número de años más tarde, el químico británico John Cornforth mostró que el producto de p-terc-butilfenol y formaldehído es una mezcla del tetrámero cíclico y otro Cyclomer mal definida. Su interés en estos compuestos se encontraba en las propiedades tuberculostáticos de sus derivados oxietilados.
A principios de la década de 1970 el químico estadounidense C. David Gutsche, reconociendo la forma de cesto del tetrámero cíclico y la posibilidad de que podría proporcionar el marco para la construcción de una enzima mímica, inició un estudio que se prolongó durante tres décadas. Su atención a estos compuestos vino de conocimiento de demulsionantes comerciales de la empresa Petrolite hechas por oxietilación de los productos todavía mal definidas de p-alquilfenoles y formaldehído. Él introdujo el nombre "calixareno" ("calix" el nombre griego de una cerámica florero-como; "areno" la presencia de grupos arilo en la matriz cíclica) y estableció las estructuras para el tetrámero cíclico, hexámero y octámero; elaborado procedimientos para la obtención de estos materiales en excelentes rendimientos; procedimientos para la unión de grupos funcionales tanto a los bordes superior e inferior establecido; y explorado las propiedades conformacionales de estas moléculas flexibles que muestran que el tetrámero cíclico puede ser congelado en su forma de cesta (la conformación "cono") por la introducción de sustituyentes suficientemente grandes en el borde inferior.
Se relacionó con el trabajo de Gutsche, el trabajo de dos químicos alemanes Hermann Kämmerer y Voker Böhmer que desarrollaron métodos para la síntesis gradual de calixarenos y los químicos italianos Giovanni Andreetti, Rocco Ungaro y Andrea Pochini que fueron los primeros en obtener de rayos X imágenes cristalográficas definitivos de algunos de los calixarenos. A mediados de la década de 1980 otros grupos de investigadores entraron en el campo de la química calixareno que se ha convertido una faceta importante de la química supramolecular y que ordena la atención de cientos de científicos de todo el mundo. Los tetrámeros cíclicos Niederl de resorcinol y aldehídos fueron estudiados en detalle por el químico estadounidense Donald J. Cram que llamó a los compuestos derivados "cavitandos" y "carcerands". Una historia precisa y detallada de los calixarenos junto con una amplia discusión de la química calixareno se puede encontrar en la publicación de 1989, así como la segunda edición en 2008.

## Estructura

La estructura de un calixareno es parecida a una vasija griega

Los calixarenos se caracterizan por su forma tridimensional de cesto o taza, similar a la de la ciclodextrina; Se caracterizan por tener un perímetro en la cara superior mayor que el perímetro de la cara inferior. Si se utiliza fenol como material de partida, los 4 grupos hidroxilo se encontrarán en posición intraanular en la cara inferior del calixareno. En cambio en el resorcin[4]areno los 8 grupos hidroxilo están en posición extraanular en la cara superior. Los calixarenos tienen diferentes conformaciones químicas debido a la libre rotación alrededor del puente de metileno. Calix[4]arene puede encontrarse en 4 conformaciones diferentes: cono (grupo puntual C2v,C4v), cono parcial Cs, alterno 1,2 C2h y alterno 1,3 D2d. Los grupos hidroxilo pueden interaccionar formando puentes de hidrógeno, estabilizando así la conformación de cono que a su vez está en equilibrio dinámico con el resto de conformaciones. Cada conformación puede ser bloqueada añadiendo ciertos sustituyentes en el lugar de los grupos hidroxilo, creando una barrera rotacional energética. Otra forma de bloquear una conformación puede ser introduciendo un sustituyente voluminoso en la cara superior (la más amplia). La estructura basada en 4 unidades de para-tert-butyl fenol se considera también un calixareno. Los calixarenos están estructuralmente relacionados con los pillararenos.

## Síntesis
Los componentes aromáticos se derivan a partir de fenol, resorcinol o pirogalol. El aldehído más utilizado es simplemente formaldehído, los aldehídos de mayor tamaño (acetaldehído, o más grandes) se requieren en general en las reacciones de condensación con resorcinol y pirogalol. La reacción química se ubica bajo sustituciones aromáticas electrófilos seguido de una eliminación de agua y luego una segunda sustitución aromática. La reacción es catalizada por ácido o base catalizada.
Calixarenos son difíciles de producir, ya que es muy fácil terminar con mezclas complejas de oligómeros lineales y cíclicos con diferente número de unidades que se repiten. Con materiales de partida finamente sintonizados y condiciones de reacción de síntesis también puede ser sorprendentemente fácil. En 2005, la investigación produjo un pirogalol[4]areno mezclando simplemente una dispersión libre de disolventes de isovaleraldehído con pirogalol y una cantidad catalítica de ácido p-toluenosulfónico en un mortero y mano de mortero. Calixarenos como compuestos parentales son escasamente solubles y son sólidos cristalinos de alto punto de fusión.

### Síntesis de p- ter butylcalixareno

Producto de la sisntesis de Zinke p-tert butilcalix[4]areno

El proceso fue originalmente formulado por Zinke y después modificado por Cornforth y más adelante por Gutsche. Consiste en que a una mezcla de p-ter-butilfenol, 37% de formaldehído y 0.045 equivalentes de NaOH con respecto a fenol  es calentado por 2 horas a 110- 120 °C produce una masa viscosa ( precursor). El recursos es calentado en reflujo de difenil éter por 2 horas, la reacción es enfriada y el producto es separado por filtración y recristalizado con tolueno  para formar 50% de rendimiento de un rombo blanco brillante con mp. 342-344 °C.

### Tipo de calixarenos
- Calixarenos modificados.
- Calixarenos puentados.
- Calixhetarenos.
- Calixarenos poliméricos.
- Corona y rodamiento fullereno calixarenos.

## Aplicaciones
Calixarenos se prestan bien a muchas aplicaciones debido a la multiplicidad de opciones para tales elaboración estructural. Los calixarenos pueden ser utilizados como electrodos de iones sensibles o sensores, sensores ópticos, dispositivos de reconocimiento quirales para extracción en fase sólida, como una fase estacionaria y modificadores.
Los calixarenos también se aplican en miméticos de la enzima, electrodos o sensores sensibles de iones, membranas selectivas, óptica no lineal y en HPLC fases estacionarias. Además, los calixarenos en la nanotecnología se utilizan como negativo para resistir alta resolución de litografía por haz de electrones.
Un tetrathia[4]areno se encuentra para imitar proteínas acuaporina. Este calixareno adopta una conformación 1,3-alternativo (grupos metoxi pueblan el anillo inferior) y el agua no se contiene en la canasta, pero toma dos grupos opuestos de tert-butil en el borde exterior en una pinza. Los cristales no porosos e hidrófobos se sumergen en agua durante 8 horas en cuyo tiempo el calixareno:agua ratio, adquiere el valor de uno.
```
Calixarenos son capaces de acelerar reacciones que tienen lugar dentro de la concavidad por una combinación de efecto de la concentración local y la estabilización polar del estado de transición. Un resorcina[4]areno extendida cavitando se encuentra para acelerar la velocidad de reacción de una reacción entre Menshutkin quinuclidina y butilbromuro por un factor de 1600.
[
13
]
```

Otro de los usos es en los heterocalixarenes en donde las unidades fenólicas son sustituidos por heterociclos, por ejemplo, furanos en calix[n]furanos y por piridinas en calix[n]piridinas. Los calixarenos se han utilizado como la parte de un macrociclo rotaxano y dos moléculas de calixareno covalentemente unidas entre sí por los bordes inferiores formar carcerandos.